# 埃皮達魯斯
埃皮達魯斯（羅馬化：Epidauros）是古希腊的一个小城邦，位於希臘半島東南端，鄰近萨罗尼科斯湾。相傳是阿波羅之子醫神阿斯克勒庇俄斯的出生地，祀奉他的阿斯克勒庇俄斯聖殿遺跡，在城外8公里處仍保存著，於1988年以「埃皮達魯斯的阿斯克勒庇俄斯聖殿（Sanctuary of Asklepios at Epidaurus）」之名被聯合國教科文組織登錄為世界文化遺產。

## 图集

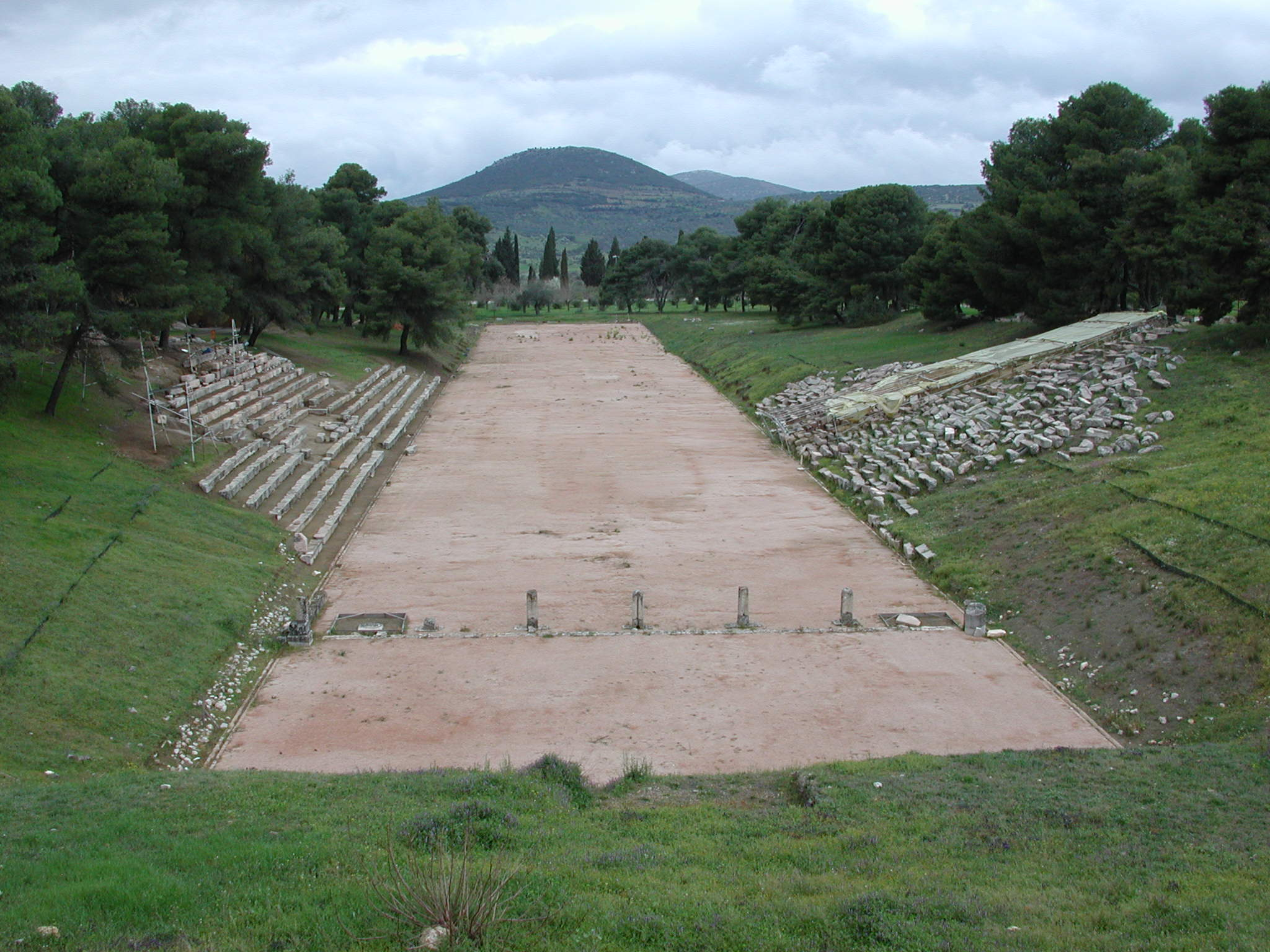
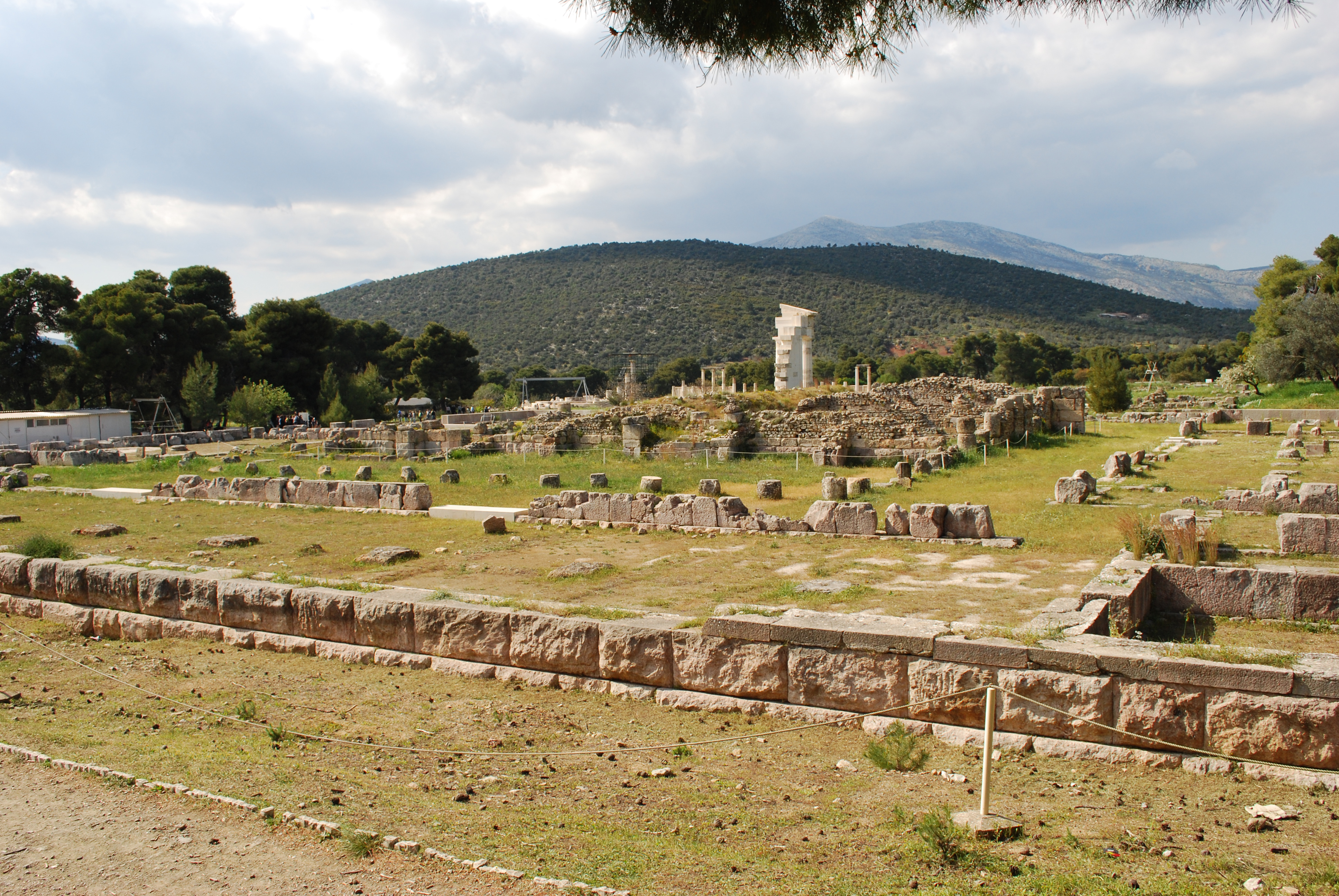
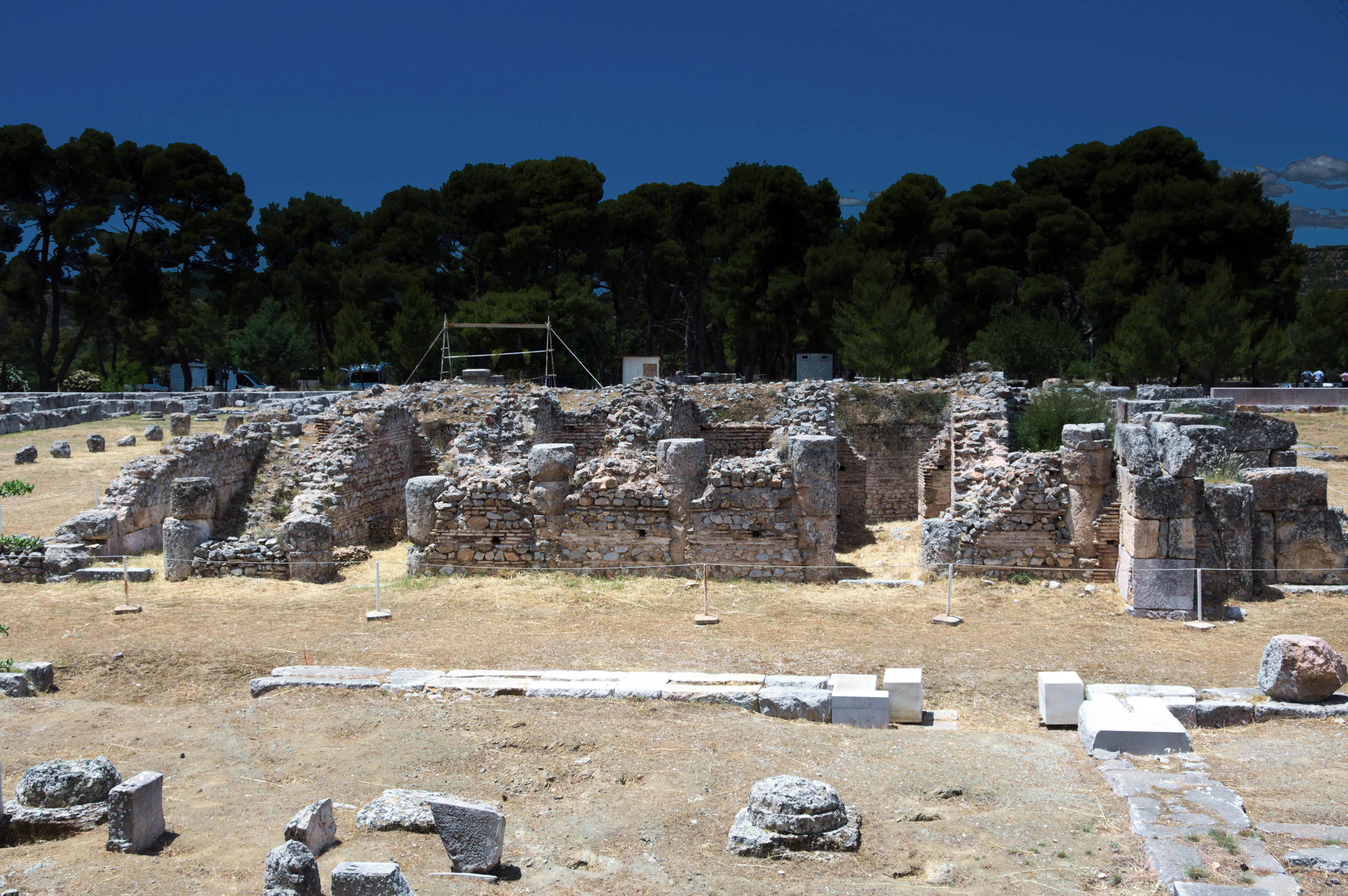
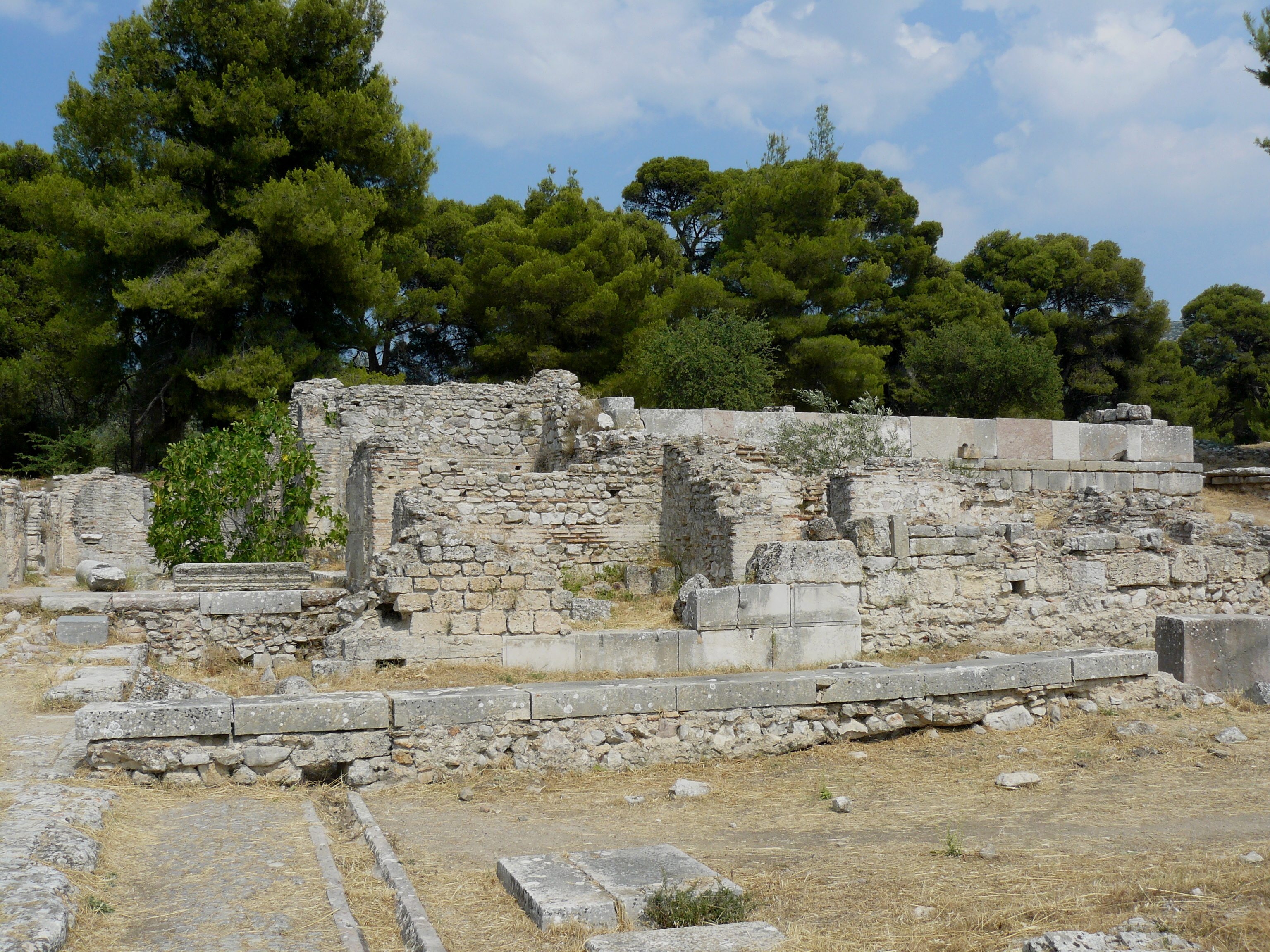
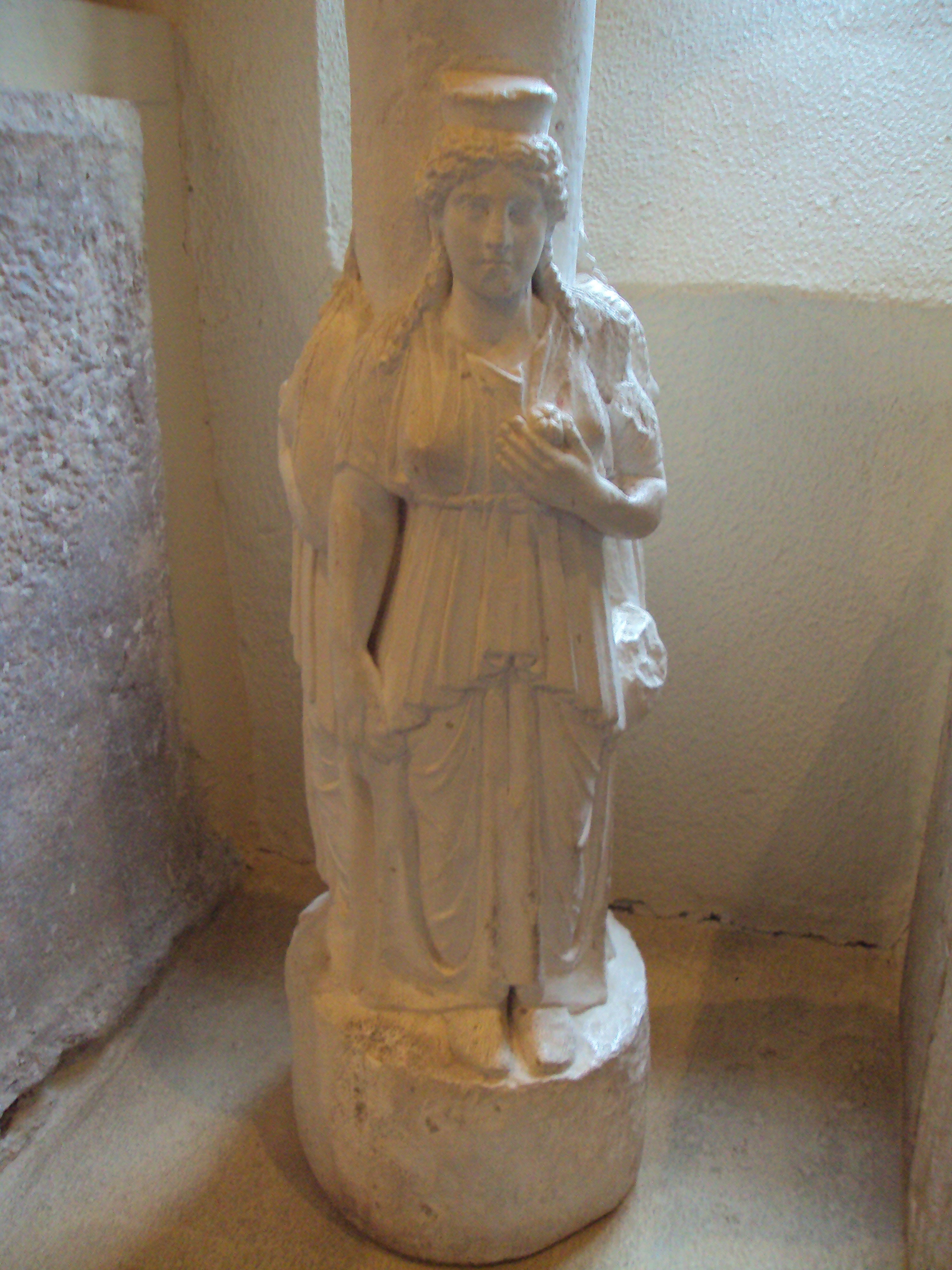
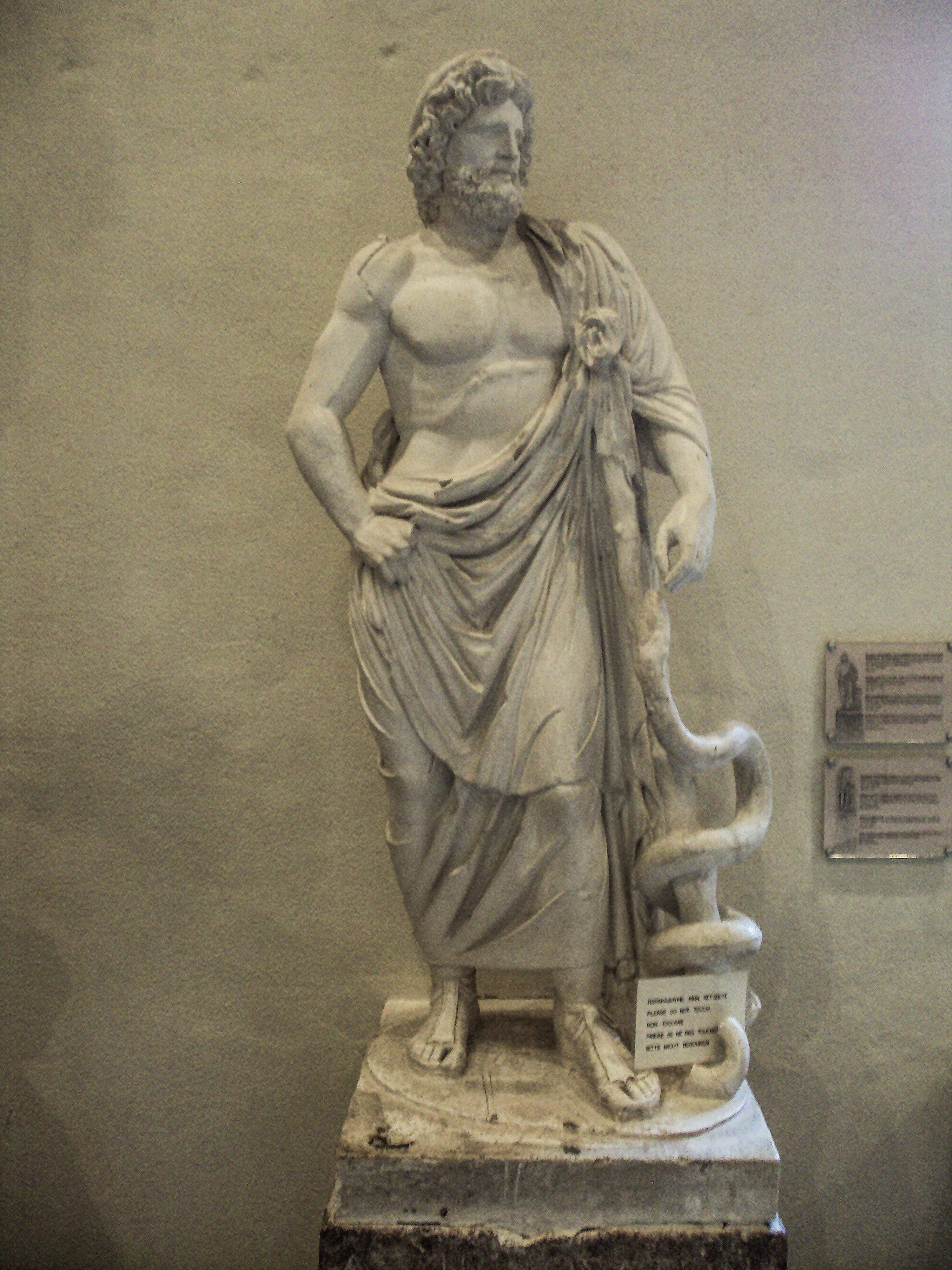
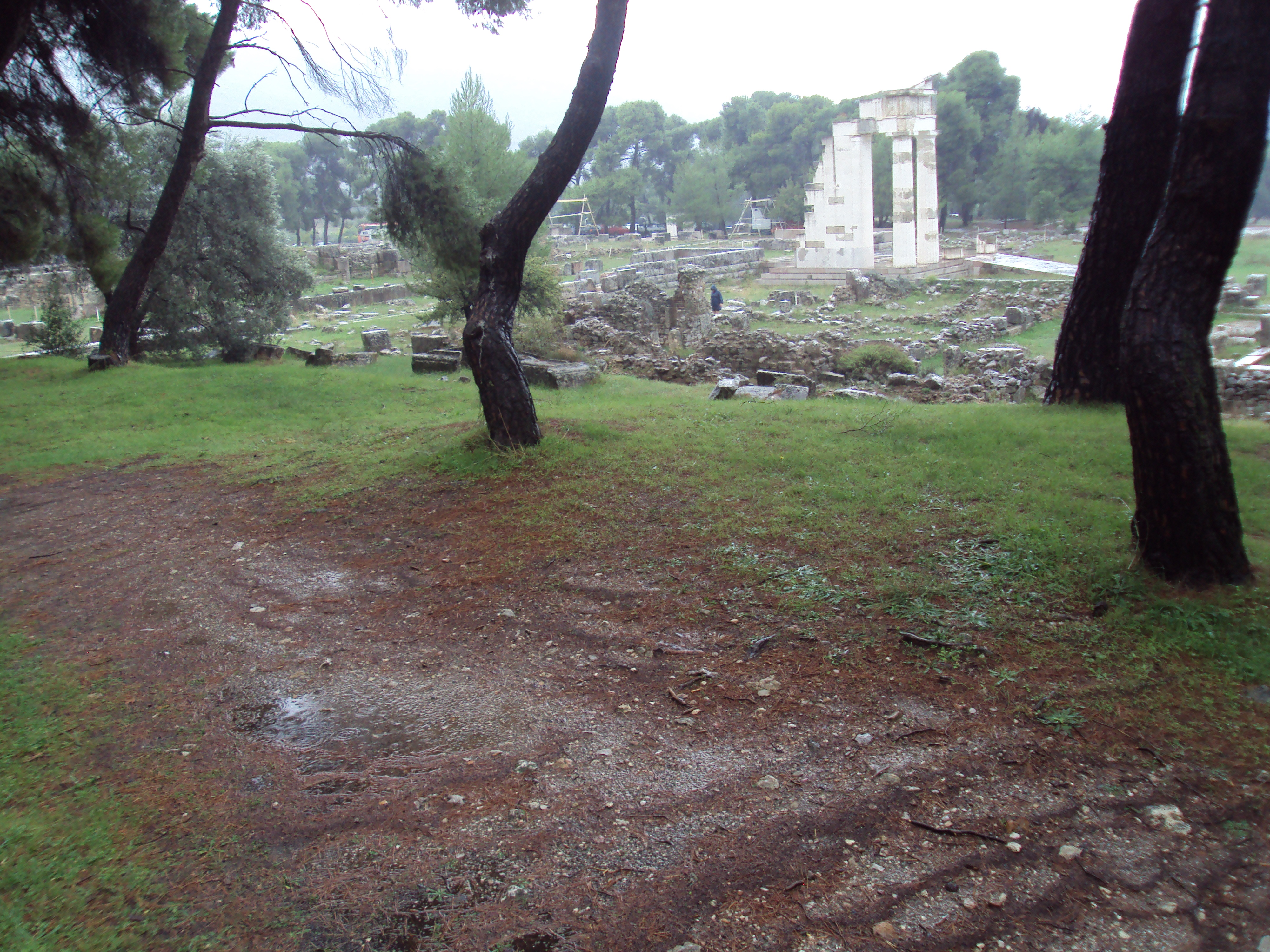